# Черибашкьой
Черибашкьой, още Чорбашкьой или Чери Баши (на гръцки: Πρωτάτον, „Протато“) е село, намиращо се в Гърция, в дем Марония-Шапчи, в област Източна Македония и Тракия. Населението му е 278 души (по данни от преброяването през 2011 г.).

## География
Селото е разположено в равнината северно от пътя Гюмюрджина – Шапчи.

## История
В периода след балканските войни, в селото са настанени българи от изгореното село Манастир: общо 61 семейства с 238 члена. Там те се установяват трайно като изкупуват от турците земи и къщи в селото, където формират българска общност. След първата световна война и предаването на Беломорието под гръцко управление българите от селото се изселват окончателно по спогодбата Моллов-Кафандарис.